# Капрош, Анико
Анико Капрош (венг. Kapros Anikó; родилась 11 ноября 1981 года в Будапеште, Венгрия) — венгерская теннисистка.
- Победительница 6 турниров ITF (2 — в одиночном разряде).
- Победительница 1 юниорского турнира Большого шлема в одиночном разряде (Australian Open-2000).
- Победительница 1 юниорского турнира Большого шлема в парном разряде (Australian Open-2000).
- Победительница парного турнира Orange Bowl-2000).
- Финалистка 1 юниорского турнира Большого шлема в парном разряде (US Open-2000).
- Полуфиналистка 1 юниорского турнира Большого шлема в одиночном разряде (US Open-2000).
- Полуфиналистка одиночного турнира Orange Bowl-2000).
- Экс-2-я ракетка мира в юниорском рейтинге.

## Общая информация
Родителей венгерки зовут Аттила Капрош и Анико Кери. Анико-старшая некогда также серьёзно занималась спортом: став в начале 1970-х одной из ведущих гимнасток Венгрии, часто привлекаясь в сборную на крупнейшие турниры и завоевав в её составе медаль Олимпийских игр. После окончания спортивной карьеры Кери вместе с мужем выступали в различных акробатических шоу, возя с собой и дочь.
Во второй половине 1980-х годов семейство шесть лет прожило на Багамских островах, где Капрош-младшая в пять лет впервые попробовала себя в этой игре. В начале 1990-х годов семейство вернулось в Венгрию, где Анико-младшая, тренируясь под надзором отца, быстро стала одной из сильнейших теннисисток страны в своём возрасте.
На корте венгерка предпочитала действовать у задней линии; любимое покрытие — хард; лучшие действия — удар над головой.

## Рейтинг на конец года
| Год  | Одиночный рейтинг | Парный рейтинг |
| 2010 | 326               | 841            |
| 2009 | 209               | 228            |
| 2008 | 261               |                |
| 2007 | 501               |                |
| 2006 | 236               |                |
| 2005 | 242               | 366            |
| 2004 | 86                |                |
| 2003 | 92                | 335            |
| 2002 | 105               | 358            |
| 2001 | 111               | 365            |
| 2000 | 582               | 365            |

## Выступления на турнирах

### Выступление в одиночных турнирах

#### Финалы турнировWTAв одиночном разряде (1)

##### Поражения (1)
| Легенда:                    |
| --------------------------- |
| Турниры Большого Шлема (0)  |
| Олимпиада (0)               |
| Итоговый чемпионат года (0) |
| 1-я категория (0)           |
| 2-я категория (0)           |
| 3-я категория (0)           |
| 4-я категория (0)           |
| 5-я категория (0)           |

| Титулы по покрытиям | Титулы по месту проведения матчей турнира |
| ------------------- | ----------------------------------------- |
| Хард (0)            | Зал (0)                                   |
| Грунт (0)           | Зал (0)                                   |
| Трава (0)           | Открытый воздух (0)                       |
| Ковёр (0)           | Открытый воздух (0)                       |

| №  | Дата             | Турнир        | Покрытие | Соперница в финале | Счёт           |
| 1. | 29 сентября 2003 | Токио, Япония | Хард     | Мария Шарапова     | 6-2 2-6 6-7(5) |

#### Финалы турнировITFв одиночном разряде (7)

##### Победы (2)
| Легенда:         |
| ---------------- |
| 100.000 USD (0)  |
| 75.000 USD (0)   |
| 50.000 USD (1+1) |
| 25.000 USD (1+3) |
| 10.000 USD (0)   |

| Титулы по покрытиям | Титулы по месту проведения матчей турнира |
| ------------------- | ----------------------------------------- |
| Хард (2+1)          | Зал (1)                                   |
| Грунт (0+3)         | Зал (1)                                   |
| Трава (0)           | Открытый воздух (1+4)                     |
| Ковёр (0)           | Открытый воздух (1+4)                     |

| №  | Дата           | Турнир         | Покрытие | Соперница в финале | Счёт    |
| 1. | 29 января 2001 | Клирвотер, США | Хард     | Алина Жидкова      | 6-3 6-2 |
| 2. | 23 мая 2006    | Пекин, Китай   | Хард(i)  | Се Яньцзэ          | 6-4 6-2 |

##### Поражения (5)
| №  | Дата             | Турнир            | Покрытие | Соперница в финале | Счёт        |
| 1. | 2 апреля 2001    | Дубай, ОАЭ        | Хард     | Элени Данилиду     | 4-6 4-6     |
| 2. | 4 августа 2008   | Москва, Россия    | Грунт    | Анна Лапущенкова   | 1-5 — отказ |
| 3. | 9 февраля 2009   | Стокгольм, Швеция | Хард(i)  | Татьяна Малек      | 3-6 2-6     |
| 4. | 28 сентября 2009 | Лас-Вегас, США    | Хард     | Регина Куликова    | 2-6 2-6     |
| 5. | 16 ноября 2009   | Торонто, Канада   | Хард(i)  | Камила Джорджи     | 6-4 4-6 0-6 |

### Выступления в парном разряде

#### Финалы турнировITFв парном разряде (4)

##### Победы (4)
| №  | Дата             | Турнир         | Покрытие | Партнёрша        | Соперницы в финале               | Счёт       |
| 1. | 16 марта 2009    | Каир, Египет   | Грунт    | Каталин Мароши   | Меган Мултон-Леви Лаура Зигемунд | 7-5 6-3    |
| 2. | 25 мая 2009      | Градо, Италия  | Грунт    | Сандра Клеменшиц | Хорхелина Краверо Анна Татишвили | 6-3 6-0    |
| 3. | 15 июня 2009     | Падуя, Италия  | Грунт    | Сандра Клеменшиц | Елена Пьоппо Валентина Сульпизио | 7-6(4) 6-1 |
| 4. | 28 сентября 2009 | Лас-Вегас, США | Хард     | Агустина Лепоре  | Кимберли Куц Линдсей Ли-Уотерс   | 6-2 7-5    |